# Aleksandr Martynov (politico)
Aleksandr Vladimirovič Martynov (in russo Александр Владимирович Мартынов?; 1º gennaio 1981) è un politico moldavo transnistriano, che ha ricoperto l'incarico di Primo ministro della Transnistria dal 17 dicembre 2016 al 30 maggio 2022 sotto la presidenza di Vadim Krasnosel'skij.

## Biografia
Alexandr Martynov è stato nominato Primo ministro della Transnistria il 17 dicembre 2016, Ha messo i pagamenti delle pensioni e degli stipendi in cima alla sua agenda, insieme alle tariffe e alle tasse per la società. Ha anche promesso il libero accesso ai trasporti pubblici. Già nel gennaio 2017 ha annunciato la sua volontà di emulare il modello economico russo e favorire i legami russi.
Nel febbraio 2017 ha gestito le turbolenze finanziarie e la pressione della Moldavia per invadere il paese e riconquistare la terra. A luglio, ha criticato la mossa di Ucraina e Moldavia di istituire posti di blocco doganali congiunti al confine con la Transnistria. Nell'agosto 2017, ha chiesto alle forze russe nell'intervento militare russo in Ucraina.
Nell'ottobre 2017 ha annunciato un aumento dell'11% della produzione industriale nazionale.